# Керълайн Съншайн
Керълайн Съншайн (на английски: Caroline Sunshine) е американска актриса, танцьорка и певица. Най-известна е с ролята си на Барбара Уинслоу във филма „Мармадюк“ и с участието си като Тинка Хесенхефер в комедийния сериал на Дисни – „Раздвижи се“.

## Биография и творчество

### Ранен живот
Керълайн Съншайн е родена на 5 септември 1995 година в Атланта, Джорджия. Нейните родители са Том и Карън Съншайн. Тя е живяла в Ориндж Каунти, Калифорния. Има двама по-малки братя – Джон (роден през 1997 година) и Кристофър (роден през 2000 година). Керълайн започва да учи балет на 3-годишна възраст и получава първата си главна роля – на Златокоска в пиеса в детската градина. По-късно тя се премества с детския театър на Ориндж Каунти и танцува в студио за сценични изкуства на южния бряг на Тъстин, Калифорния.

### 2004 – 13: На сцената и „Раздвижи се“
През 2004 Керълайн започва да се занимава с театър и сценичните ѝ участия включват Ани Уорбъкс в детския театър на Ориндж Каунти, „Лешникотрошачката“ в Академията по танци, студиото за сценични изкуства на южния бряг и служебен вход на театъра в Лутеранската гимназия на Ориндж Каунти. През 2006 година Съншайн започва да ходи по професионални прослушвания и получава първата си роля в реклама за говорещата кукла Алисън, както и търговско дело за Yoplait Go-Gurt и Cap'n Crunch. През 2010 година Съншайн заснема първия си пилот за сериала CBS, Team Spitz, с участието си като дъщеря тийнейджърка на треньор в гимназия, изигран от Роб Ригъл на The Daily Show с Джон Стюарт. През лятото на същата година, тя придобива популярност с ролята си на Барбара Уинслоу в първия си игрален филм – „Мармадюк“, базиран на комикс със същото име.
През есента на 2010 г., Керълайн получава ролята на Тинка Хесенхефер в оригиналния сериал на Дисни – „Раздвижи се“, редом с Кентън Дюти, който играе нейния брат-близнак – Гюнтер Хесенхефер. Героите на Гюнтер и Тинка са вдъхновени от персонажите на Райън и Шарпей Евънс от „Училищен мюзикъл“. Керълайн е била периодичен герой по време на първи сезон, но е повишена в редовен характер във втори и трети сезон. Краят на сериала е през ноември 2013 година.

### От 2014 –: Recovery Road
През 2014 година Керълайн играе главната роля на Кембъл в националното турне Non-Equity на Bring It On the Musical. През юни 2014 г., тя засне пилот, наречен Recovery Road, по романа със същото име на Блейк Нелсън, в който тя играе главната роля, заедно със Саманта Логан.
|  | Тази страница частично или изцяло представлява превод на страницата Caroline Sunshine в Уикипедия на английски. Оригиналният текст, както и този превод, са защитени от Лиценза „Криейтив Комънс – Признание – Споделяне на споделеното“, а за съдържание, създадено преди юни 2009 година – от Лиценза за свободна документация на ГНУ. Прегледайте историята на редакциите на оригиналната страница, както и на преводната страница, за да видите списъка на съавторите. ВАЖНО: Този шаблон се отнася единствено до авторските права върху съдържанието на статията. Добавянето му не отменя изискването да се посочват конкретни източници на твърденията, които да бъдат благонадеждни. |